# Weißhalsreiher

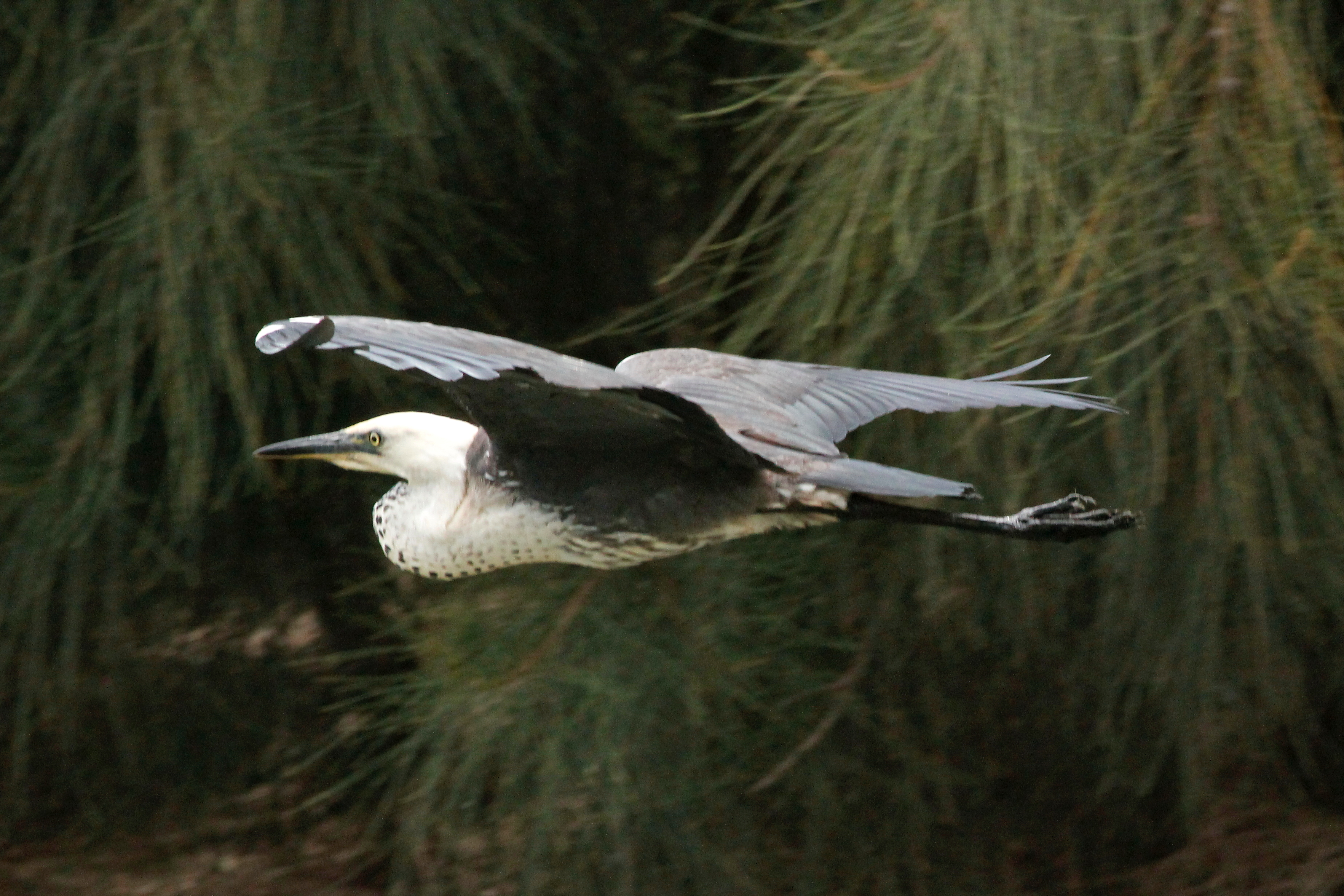
Fliegender Weißhalsreiher

Verbreitungskarte des Weißhalsreihers. Blau eingezeichnet sind Gebiete, in denen der Weißhalsreiher zwar vorkommt, aber nicht brütet

Der Weißhalsreiher (Ardea pacifica) ist eine Vogelart aus der Familie der Reiher. Weißhalsreiher brüten ausschließlich in Australien, nichtbrütende Reiher kommen auch auf Tasmanien und in Neuguinea vor. Irrgäste erreichen gelegentlich auch Neuseeland.
Die IUCN stuft den Weihßhalsreiher als nicht gefährdet (least concern) ein.

## Erscheinungsbild
Der Weißhalsreiher ist ein relativ großer Reiher. Er erreicht eine Körperlänge von 76 bis 196 Zentimeter. Die Flügelspannweite beträgt 147 bis 160 Zentimeter. Sie wiegen durchschnittlich 860 Gramm. Es besteht kein auffälliger Sexualdimorphismus, die Weibchen sind lediglich etwas kleiner.
Sein Kopf und der lange Hals sind weiß gefärbt. Der Körper ist an der Oberseite schwarz, an der Unterseite grau gefiedert. Der Schnabel und die Beine sind ebenfalls von schwarzer Farbe. Entlang der unteren Kehle und dem Vorderhals weisen Weißhalsreiher schwarze Flecken auf. Zahl und Größe der Flecken sind individuell verschieden.
Weißhalsreiher fliegen gewöhnlich in einer Höhe von 30 bis 100 Meter. Der Hals ist reihertypisch zurückgelegt, die Füße weit nach hinten ausgestreckt. Bei geeigneter Thermik kreisen sie gelegentlich in großer Höhe.

## Vorkommen
Als Brutvogel kommt der Weißhalsreiher in fast ganz Australien vor. Er fehlt lediglich in einigen ariden Regionen im Westen Australiens. Sein Lebensraum sind Süßgewässer aller Art, man findet ihn sogar an Viehtränken und Straßengräben. An der Küste und in Flussmündungen trifft man ihn jedoch nur selten. Grundsätzlich ist der Weißhalsreiher jedoch ein Opportunist, der sehr schnell geeignete Lebensräume nutzt, wenn nach periodischen Regenfällen weite Teile des australischen Buschlands überschwemmt sind.

## Nahrung
Seine Nahrung, bestehend aus Fischen, Amphibien, Krebstieren und Insekten erbeutet er im flachen Wasser oder in feuchten Wiesen. Sein Verhalten ist dabei reihertypisch. Dem größten Teil der Beute lauert er auf, dabei steht über längere Zeit bewegungslos. Beute findet er aber auch, indem er langsam voranschreitet. Dabei wird Hals und Körper fast horizontal getragen. Nach Nahrung sucht er überwiegend allein, regelmäßig werden aber auch Paare beobachtet. Gelegentlich bilden sich auch kleine Trupps, in Ausnahmefällen werden Trupps von bis zu 200 Reihern beobachtet.

## Fortpflanzung
Weißhalsreiher sind vermutlich monogame Vögel. Beide Elternvögel sind an Brut und Aufzucht der Jungvögel beteiligt. Sie brüten meist zwischen September und Dezember, doch auch zu anderen Jahreszeiten, wenn es feucht genug für die Jungenaufzucht ist. Weißhalsreiher nisten einzeln oder in kleinen Kolonien auf Bäumen in Wassernähe. Gewöhnlich umfassen Kolonien zwei bis 30 Paare. In Ausnahmefällen können Kolonien auch mehrere hundert Paare umfassen. Brutkolonien von Weißhalsreiher sind gelegentlich auch mit anderen Reiherarten, Kormoranen, Löffler und Ibissen vergesellschaftet. Die Gelegegröße ist noch nicht genau untersucht, beträgt aber vermutlich zwischen zwei und fünf Eier. Die Brutzeit beträgt circa 30 Tage.

## Belege

### Einzelbelege
1. ↑   Higgins, S. 955
2. ↑   Higgins, S. 955
3. ↑   Higgins, S. 956
4. ↑   Higgins, S. 958
5. ↑   Higgins, S. 960